# Osvaldo Ardiles
Osvaldo César Ardiles (Bell Ville, 3. kolovoza 1952.) je argentinski nogometni trener, te bivši vezni igrač argentinske reprezentacije. 
Bio je u reprezentaciji Argentine, koja je pobijedila na Svjetskom prvenstvu 1978. u Argentini.
Među mnogim klubovima koje je trenirao bio je i Dinamo Zagreba 1999., koji se tada zvao Croatia. Najveći uspjeh s Dinamom mu je nastup u Ligi prvaka, od čega se posebno ističe utakmica s Manchester Unitedom na Old Traffordu, koja je završila rezultatom 0-0. 